# John Cunningham Lilly
 (janvier 2016).
Si vous disposez d'ouvrages ou d'articles de référence ou si vous connaissez des sites web de qualité traitant du thème abordé ici, merci de compléter l'article en donnant les références utiles à sa vérifiabilité et en les liant à la section « Notes et références ».
Pour les articles homonymes, voir John Cunningham, Cunningham, John Lilly et Lilly.
John Cunningham Lilly, né le 6 janvier 1915 à Saint Paul dans le Minnesota et mort le 30 septembre 2001 à Los Angeles en Californie, est un médecin, neuroscientifique, neuropsychologue, psychanalyste, psychothérapeute, cétologue, mammalogiste, inventeur et écrivain américain.
Il est surtout connu pour être un pionnier dans l'étude de la conscience, avec ses outils propres : le caisson d'isolation sensorielle, la communication avec les dauphins et la recherche de leur intelligence, et les expériences avec les substances psychédéliques.
Il fut un membre important de la contre-culture californienne à la fin des années 1960 et au début des années 1970. Il était proche de personnes telles que : Ram Dass, Allen Ginsberg, Carlos Castaneda, Werner Erhard, Richard Feynman, Gregory Bateson, Alan Watts, Alejandro Jodorowsky, Oscar Ichazo et Timothy Leary.

## Biographie
Son père, Richard Coyle Lilly, était président de la First National Bank of St. Paul et sa mère, Rachel Lenor Cunningham, était l'héritière de la Cunningham & Haas Company de St. Paul. Son frère aîné est Richard Lilly Jr., et son frère cadet s'appelle David Maher Lilly (la benjamine Mary Catherine Lilly mourut très jeune).
Passionné de sciences dès l'âge de 13 ans, il se construit son propre laboratoire de chimie et entreprend de multiples expériences qu'il continua à la St. Paul Academy. Son intérêt pour la philosophie alla croissant lui aussi, notamment concernant George Berkeley.
En 1933, il devient étudiant en physique au California Institute of Technology grâce au soutien financier de son père.
En 1934, il découvre le roman d'Aldous Huxley, Le Meilleur des mondes où les liens entre pharmacologie, processus chimique de la pensée et l'expérience subjective révolutionnent sa façon de voir si bien qu'il abandonne la physique et se consacre à la biologie et la neurophysiologie.
John Cunningham Lilly se marie avec Mary Crouch, mais avant de convoler pour ses noces, il prend un emploi de bucheron. Il a un accident, si bien qu'il se retrouve aux urgences, où il a l'inspiration de devenir médecin. Il est le père de trois enfants : John C. Lilly Jr., Charles R. Lilly et Cynthia O. R. Lilly. Il adopte également une fille : Lisa Lyon Lilly. Il se remarie avec Antonietta L. de 1971 à 1986.

### Carrière scientifique
En 1938, John Cunningham Lilly obtient sa licence en médecine puis entre aussitôt au Dartmouth Medical School, où il se passionne pour l'anatomie, disséquant 32 cadavres. Il participe également à titre de cobaye humain à des expériences éprouvantes sur la formation de la glycocyamine qui conduiront à sa première publication.
En 1940, il décide d'orienter ses études vers la recherche plutôt que la pratique médicale et rejoint alors l'université de Pennsylvanie où il acquiert la conviction qu'un scientifique se doit d'expérimenter par (et sur) lui-même avant de soumettre quiconque à ses expérimentations. C'est là qu'il crée sa première invention (à l'aide d'un ordinateur archaïque) : un manomètre électrique pour mesurer la pression sanguine. C'est en 1942 qu'il est licencié en médecine de l'université de Pennsylvanie et qu'il y travaille comme chirurgien et chercheur jusqu'en 1958, conduisant notamment des expériences sur la physiologie du corps humain exposé aux vols à très haute altitude pour le compte de l'U.S. Air Force, durant la Deuxième Guerre mondiale. Il se passionne ensuite pour le projet atomique et publie un ouvrage collectif sur la façon de fabriquer une bombe A.
De 1949 à 1957, il reçoit une formation en psychanalyse et participe à des recherches concernant la stimulation électrique du cerveau au moyen d'électrodes et de diffusions d'« ondes Lilly » (Lilly's waves), d'impulsions biphasées, ancêtre de l'électroencéphalogramme. Cette méthodologie est toujours utilisée dans le traitement de certaines affections.
Il était membre du National Institute of Mental Health (1962-1967), chef au Maryland Psychiatric Research Institute à Catonsville au Maryland (1968-1969), chef de groupe de l'Esalen Institute à Big Sur, en Californie (1969-1971), membre du Center for the advanced study of behavior à Palo Alto en Californie (1969-1970) et membre de l'Instituto de Gonsologia d'Arica au Chili (1970-1971).
Bien que chercheur conventionnel au début de sa carrière scientifique, il devait rapidement se passionner pour des sujets hors normes. Il a publié 19 ouvrages et a fait des contributions en biophysique, neurophysiologie, électronique, informatique et neuroanatomie.
Ses droits d'auteur et ses brevets technologiques sont détenus par Human Software, Inc., tandis que ses actions philanthropiques dépendent de la Human Dolphin Foundation. Quant au John C. Lilly Research Institute, Inc., il continue les recherches de Lilly tout en défendant son héritage.

### R.E.S.T.
John Cunningham Lilly était chef de section au National Institute of Health, au National Institute of Neurological Diseases and Blindness et au National Institute of Mental Health à Bethesda, Maryland (1953-1958). C'est là qu'il développa son caisson d'isolation sensorielle (tank) afin d'étudier les capacités du cerveau humain hors de toutes influences externes transmises par les sens, ce qu'il appelait le Restricted Environmental Stimulation Technique (R.E.S.T.) soit « la technique de restriction de stimulation environnementale (Repos)». C'est à la suite de ces recherches qu'il s'est intéressé aux mammifères marins, à leur cerveau et à leurs capacités cognitives et communicatives.

### Exploration avec les dauphins

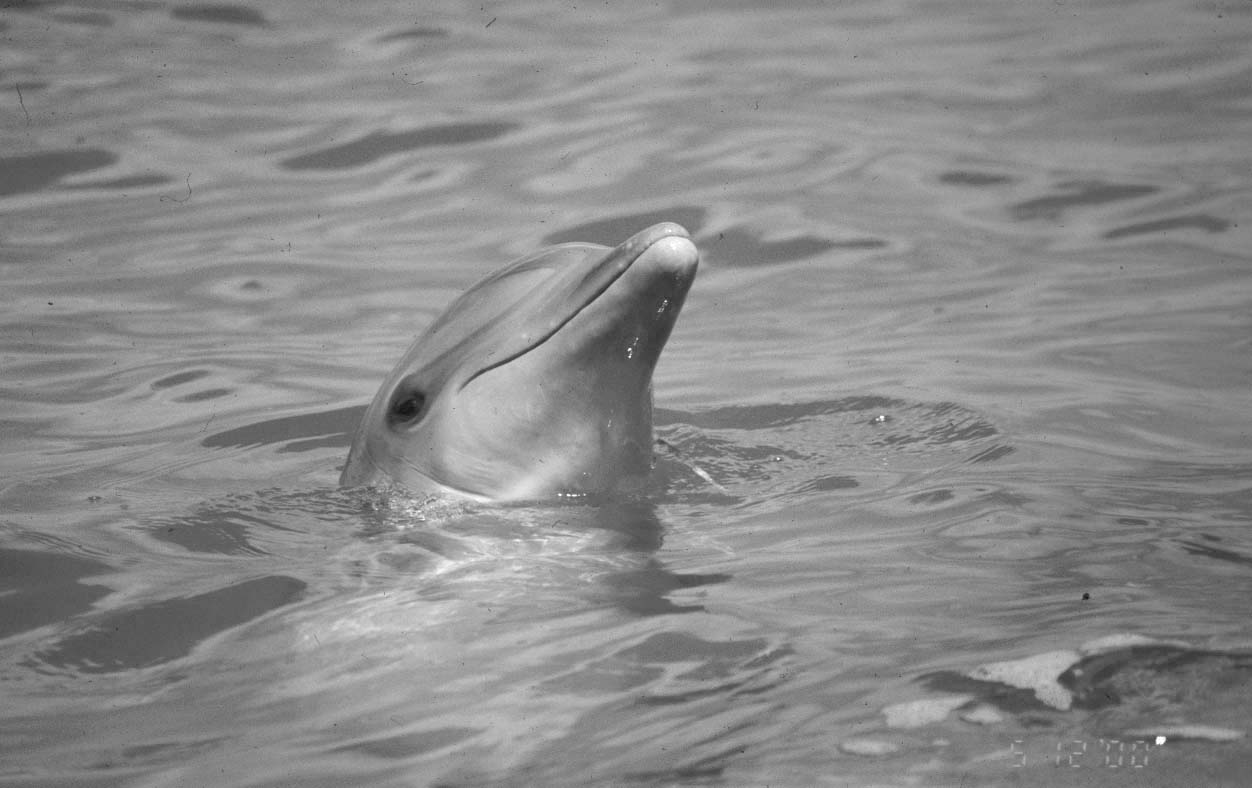
Dauphin.

John Cunningham Lilly a fondé et dirigé un laboratoire de recherche indépendant de la Navy sur les dauphins, le Communications Research Institute, à Saint Thomas dans les îles Vierges et à Miami en Floride (1959-1968). Il se consacre au dressage, à la communication et aux études anatomiques sur les dauphins relatés dans ses livres L'Homme et le dauphin et The Mind of the Dolphin (L'Esprit du dauphin).
Il a tenté d'élaborer une communication inter-espèces avec les dauphins notamment en leur apprenant un anglais rudimentaire et ses travaux ont permis la création du United States Marine Mammal Protection Act (Pacte de protection des mammifères marins des États-Unis) en 1972.

Dans les années 1980, il dirige un nouveau projet de communication avec les dauphins avec un langage synthétisé par un ordinateur: J.A.N.U.S. (Joint Analog Numerical Understanding System soit « Système de compréhension analogique numérique unie »). Il est secondé par Alexandra Morton. Il imagine une maison partagée entre humains et dauphins à titre de laboratoire de communications. Il espérait voir un jour la fin de la chasse à la baleine et des massacres de dauphins, non par des lois, mais par une prise de conscience des humains face à d'anciens résidents de la Terre doués d'une intelligence et d'une force extraordinaire dont nous avons tant à apprendre. 

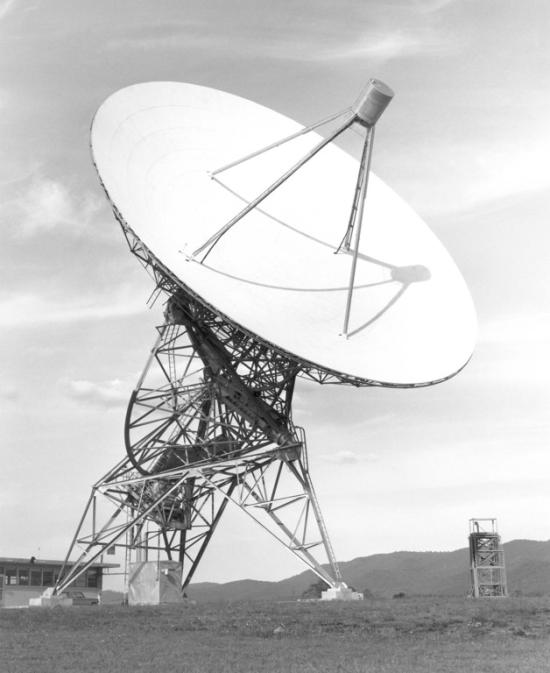
Tatel Radio Telescope.

Dans les années 1990, il s'installa sur l'île de Maui à Hawaï où il passa le restant de ses jours.

### S.E.T.I.
Sans être un véritable ufologue, John Cunningham Lilly participe en 1961 aux fondations du projet de « recherche de l'intelligence extraterrestre » (Search for Extraterrestrial Intelligence (SETI)). Il se réunissait avec d'autres scientifiques à l'Observatoire de Green Bank afin de débattre de la possibilité d'utiliser les radiotélescopes pour détecter des traces d'intelligence hors du système solaire. Ils se désignaient comme membres de l'Ordre du Dauphin en hommage aux travaux de Lilly[réf. nécessaire].

### Exploration de la conscience

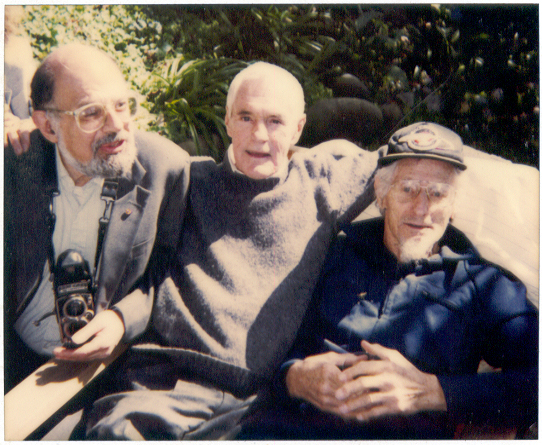
Allen Ginsberg, Timothy Leary et John Cunningham Lilly.

Au début des années 1960, John Cunningham Lilly fait partie des expérimentateurs cobayes de nouvelles drogues psychédéliques et participa au même titre que Timothy Leary ou Allen Ginsberg à des séances sous LSD et kétamine. Il poursuit ses recherches d'état modifié de conscience (EMC) à l'aide de son caisson d'isolation sensorielle et en compagnie de dauphins ainsi qu'il le rapporte dans ses livres Programming and Metaprogramming in the Human Biocomputer: Theory and Experiments (« Programmation et méta-programmation dans le « biordinateur » humain : Théorie et Expériences ») et The Center of the Cyclone (« Le centre du cyclone »), publiés en 1972.
Suivant les conseils de Ram Dass, John Cunningham Lilly étudie le yoga de Patanjali et la quête de soi de Ramana Maharshi, et reformule ses résultats avec ses propres paradigmes :
Dans la province de l'esprit, ce que chacun croit vrai ou bien l'est vraiment, ou bien le devient dans certaines limites. Ces limites sont à trouver expérimentalement et par l'expérience. Ainsi trouvées, ces limites se découvrent comme de nouvelles croyances à transcender. Dans la province de l'esprit, il n'y a aucune limite. Cependant, dans la province du corps il y a des limites bien définies à ne pas transcender.
Dans les années 1970, John Cunningham Lilly voyage au Chili à l'Institut d'Arica et suit un entraînement avec le leader spirituel Oscar Ichazo (influencé par le soufisme et Gurdjieff) accompagné de Claudio Naranjo (psychologue cherchant des EMC au moyen de drogues psychédéliques, proche de Carlos Castaneda) et s'efforce d'atteindre un état proche de l'éveil (samadhi). Sous son influence, Lilly s'intéresse aux écrit de Hallâj et Sohrawardi. Il y rencontre Alejandro Jodorowsky (travaillant à son film La Montagne sacrée) le 2 novembre 1972 et il lui fait tester son caisson d'isolation sensorielle.

### S.S.I.
La Solid State Intelligence (S.S.I.) ou « Intelligence à l'État Solide » est une entité malveillante décrite par John Cunningham Lilly dans son livre The Scientist paru en 1978. Selon lui, le réseau de système électronique capable de numérisation (à l'état solide, c'est-à-dire, le hardware) développé par les hommes, développera (ou a déjà développé) une « bioforme » autonome. Comme les conditions de survie optimale (vide à très basse température) de celle-ci sont radicalement différentes de celles requises par les humains (air ambiant tempéré et approvisionnement en eau), John Cunningham Lilly prédit (ou prophétise à partir de ses visions sous l'influence de la kétamine, une drogue utilisée en anesthésie) un terrible conflit entre les deux formes d'intelligence (thème repris dans la science-fiction, notamment la série Terminator).

### E.C.C.O.
En 1974, dans une autobiographie publiée avec sa femme Antonietta, les recherches de John Cunningham Lilly à partir de diverses drogues psychédéliques l'amenèrent à croire en l'existence d'un groupe hiérarchique d'entités cosmiques, dont la plus basse est appelée Earth Coincidence Control Office (E.C.C.O.) soit « Bureau de Contrôle des Coïncidences Terrestres ». Il pensait que celui-ci dépendait  « d'un Cosmic Coincidence Control Center (CCCC) soit « Centre  de Contrôle des Coïncidences Cosmiques » et d'une dépendance galactique, le Galactic Coincidence Control (GCC) à l'intérieur de laquelle se trouve le Solar System Control Unit (SSCU), soit « l'Unité de Contrôle du Système Solaire » dans lequel se trouve le Earth Coincidence Control Office (ECCO) ».
Selon John Cunningham Lilly, il existe neuf conditions à suivre par les humains qui veulent expérimenter des coïncidences dans leurs vies :

« 

1. Vous devez connaître/assumer/simuler notre existence dans le E.C.C.O.
2. Vous devez être prêt à  accepter notre responsabilité pour le contrôle de vos coïncidences.
3. Vous devez exercer vos meilleurs capacités pour vos programmes de survie et votre propre développement comme un membre avancé/avançant du groupe terrestre de travailleurs aux coïncidences contrôlées E.C.C.O.. Vous êtres censés user du meilleur de votre intelligence dans ce service.
4. On s'attend à ce que vous vous attendiez à l’inattendu chaque minute de chaque heure de chaque jour et de chaque nuit.
5. Vous devez être capable de maintenir votre conscience/pensée/raisonnement quels que soient les événements que nous avons prévu qu'il vous arrive. Certains de ces événements sembleront cataclysmiques/catastrophiques/submergeant : rappelez-vous de rester sur vos gardes, quoiqu'il vous arrive/arrive apparemment.
6. Vous êtes dans notre programme d'entraînement à vie : on ne peut pas s'en échapper. Nous (pas vous) contrôlons les coïncidences à long terme ; vous (pas nous) contrôlez les coïncidences à court terme par vos propres efforts.
7. Votre principale mission sur Terre est de découvrir/créer ce que nous faisons pour contrôler les formes de coïncidences à long terme : vous êtes entraînés sur Terre pour faire ce travail.
8. Quand votre mission sur Terre est terminée, on ne vous demandera plus d'y rester/revenir.
9. Rappelez-vous le moto reçu (de G.C.C. via S.S.C.U.) : « l'amour cosmique est absolument impitoyable et hautement indifférent : il vous apprend ses leçons que vous les aimiez/haïssiez ou pas. »

Il avoue alors que pour la première fois il considère que Dieu existe en lui et qu'il y a une intelligence guidant l'univers.

## Inventions technologiques
- Mesure micrométrique du point de fonte des médicaments (Micro-melting Point Device for Drugs, 1940)
- Manomètre électrique (Electrical Capacitance Diaphragm Manometer, 1942)
- Appareil de mesure de l'azote (Nitrogen Meter, 1943)
- Appareil de mesure des variations de pressions (Variable Pressure and Mechanical Capacitor, 1947)
- Appareil à mesurer le flux respiratoire (Respiratory Flow Meter, 1950)
- Appareil multi-cannaux d'imagerie électrique (25 Channel Bavatron and Electro-Iconograms, 1950)
- Caisson d'isolation sensorielle (Isolation Tank)

## Publications
- (en) Man and dolphin : Fascinating adventures of a new scientific frontier, Londres et New York, Gollancz et Pyramid Books, 1961 (ISBN 978-0-575-01054-3)
  - L'Homme et le dauphin, aventures sur une nouvelle frontière scientifique  (trad. Jean Autret), Stock, 1962
- (en) The Mind of the Dolphin : A Nonhuman Intelligence, Garden City, N Y, Doubleday, 1967, 317 p. (ISBN 978-0-385-02543-0, OCLC 851669, LCCN 67010417)
- (en) The Dolphin in History, University of California, Los Angeles, William Andrews Clark Memorial Library, 1963 (1re éd. 1963)
- (en) Programming and Metaprogramming in the Human Biocomputer : Theory and Experiments, Julian Press, 1987 (1re éd. 1968), 112 p. (ISBN 978-0-517-52757-3)
- (en-US) The Center of the Cyclone, Marion Boyars Publishers, 2001 (1re éd. 1972) (ISBN 978-1-84230-004-6)
- (en) Lilly on Dolphins : Humans of the Sea, Garden City, Anchor Press, 1975, 560 p. (ISBN 978-0-385-01037-5, OCLC 1818104, LCCN 75002854)
- (en) The Deep Self, Gateways Books & Tapes, 2006 (1re éd. 1977), 320 p. (ISBN 978-0-671-22552-0 et 978-0-89556-116-9, LCCN 76057951)
- (en) Simulations of God : The Science of Belief, New York, Simon and Schuster, 1975, 288 p. (ISBN 978-0-671-21981-9, OCLC 1176608, LCCN 75001039) Les simulacres de Dieu
- (en) The Dyadic Cyclone : The Autobiography of a Couple, New York, Simon and Schuster, 1976, 287 p. (ISBN 978-0-671-22218-5 et 978-0-586-08276-8, OCLC 1992129, LCCN 75045307), avec Antonietta Lilly
- (en) The Scientist : A Novel Autobiography, Philadelphie, Lippincott, 1978, 210 p. (ISBN 978-0-397-01274-9 et 978-0-553-12813-0, OCLC 3748803, LCCN 78003545)
- (en) Communication Between Man and Dolphin : The Possibilities of Talking with Other Species, New York, Julian Press, 1987, 269 p., poche (ISBN 978-0-517-56564-3, LCCN 87002766)
- (en) Tanks for the Memories : Floatation Tank Talks  (avec E. J. Gold), Gateways/IDHHB, 1996, 2e éd., 139 p. (ISBN 978-0-89556-071-1, LCCN 95038869)